# Jozef Kovalík
Jozef Kovalík (Bratislava, 4 novembre 1992) è un tennista slovacco.
Attivo soprattutto nei tornei minori, ha vinto diversi titoli sia in doppio che in singolare. I suoi migliori ranking ATP sono stati l'80º in singolare e il 245º in doppio, entrambi nel 2018. Ha disputato due semifinali nel circuito maggiore e nel 2016 ha esordito nella squadra slovacca di Coppa Davis. Tra gli juniores ha raggiunto nel 2010 il 17º posto nel ranking mondiale.

## Carriera
Fa le sue prime due apparizioni tra i professionisti nel 2008 e 2009 e inizia a giocare con continuità alla fine del 2010. Vince il primo titolo in doppio nel gennaio 2011 in un torneo israeliano del circuito ITF Futures e nel giugno successivo vince in Bosnia il primo Futures in singolare. Giocherà nei tornei ITF fino al 2014, collezionando in totale nove titoli in singolare e sei in doppio.
Nel 2011 entra per la prima volta nel tabellone principale di un torneo del circuito Challenger, e l'anno dopo viene sconfitto nella sua prima finale Challenger in doppio a San Paolo del Brasile. Nell'aprile 2013 perde la sua prima finale Challenger in singolare a Itajaí contro Rogério Dutra da Silva. Il primo titolo di categoria arriva il 17 agosto 2014 al Meerbusch Challenger, con il successo in finale su Andrej Kuznecov per 6-1, 6-4. Nel gennaio 2015 entra per la prima volta nella top 200 del ranking ATP, ma non ci resta a lungo.
Nel gennaio 2016, al suo settimo tentativo, supera per la prima volta le qualificazioni di un torneo ATP al Chennai Open e viene eliminato al primo turno. Subito dopo supera le qualificazioni anche all'Australian Open, ed esce di scena di nuovo al primo turno. Rientra nella top 200 e ad aprile vince alla Capri Watch Cup il secondo titolo Challenger battendo in finale Arthur De Greef. In giugno perde la finale al Challenger di Mestre e il mese successivo esordisce in Coppa Davis battendo Márton Fucsovics nella sfida vinta 3-0 dalla Slovacchia contro l'Ungheria. Anche agli US Open si qualifica per il tabellone principale ed esce al primo turno. A ottobre vince ad Anversa il primo incontro in un torneo ATP battendo il nº 76 del ranking Guillermo García López e viene eliminato al secondo turno. Chiude il 2016 con il nuovo best ranking alla 117ª posizione mondiale.
All'inizio del 2017 consegue il successo più significativo della carriera battendo al secondo turno dell'ATP di Chennai il nº 6 del mondo Marin Čilić, alla sua prima vittoria su un top 10; disputa così per la prima volta un quarto di finale ATP e viene sconfitto da Daniil Medvedev. Tra i pochi altri risultati di rilievo in stagione in singolare vi sono le qualificazioni superate al Roland Garros, dove esce al primo turno, e due finali perse nei Challenger, che non bastano a evitare la discesa nel ranking. In doppio disputa tre finali Challenger e vince a settembre quella di Roma in coppia con Martin Kližan.

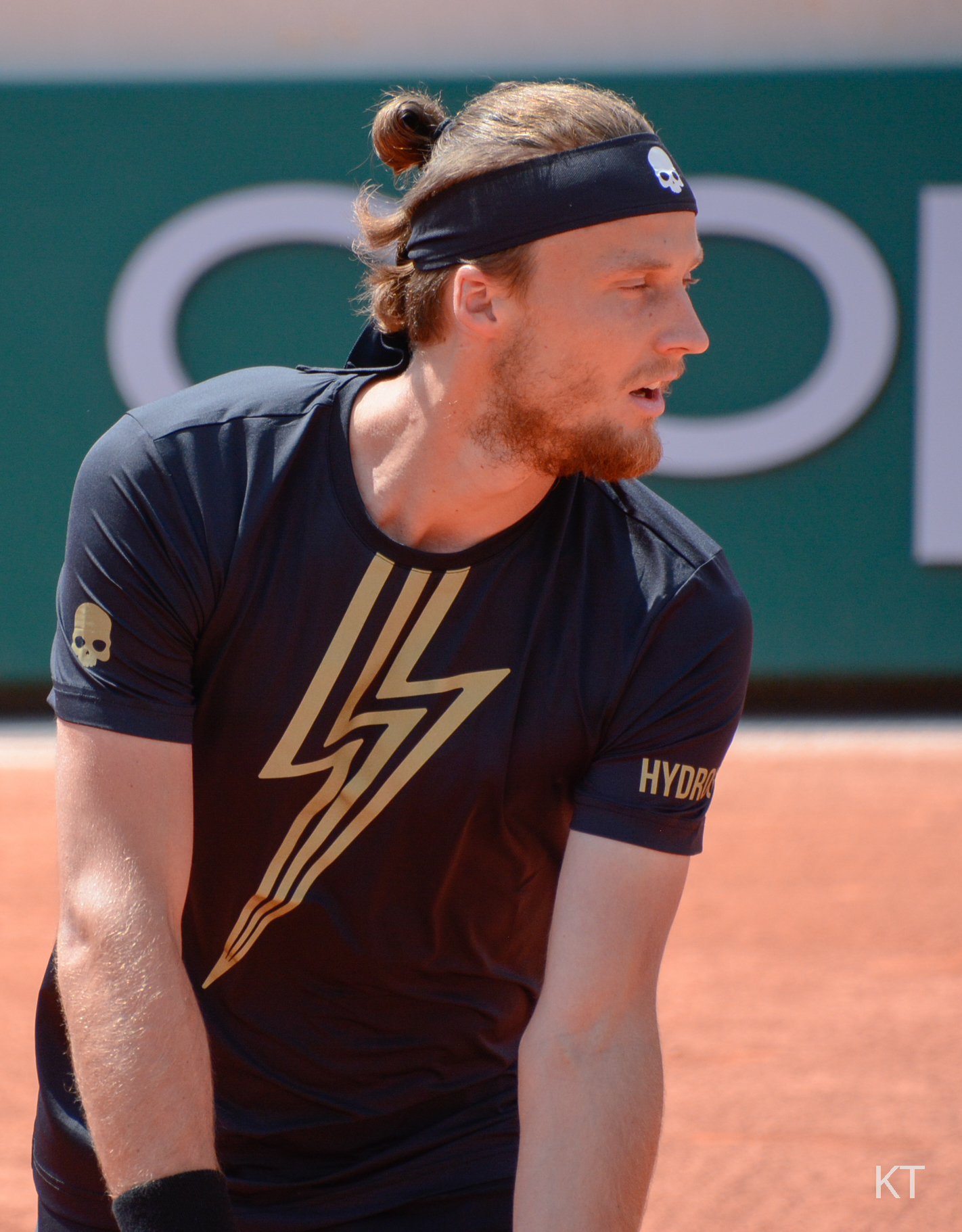
Kovalik al Roland Garros 2019

Torna a mettersi in evidenza nel febbraio 2018 raggiungendo per la prima volta una semifinale ATP al Sofia Open, dove elimina due top 100 e viene sconfitto da Marius Copil. In aprile raggiunge il terzo turno all'ATP 500 di Barcellona e in estate disputa due finali Challenger vincendo quella di Poprad. In luglio si spinge fino in semifinale al prestigioso ATP 500 di Amburgo, elimina tra gli altri il nº 24	ATP Damir Džumhur e cede nel tie-break decisivo dopo aver sprecato un match-ball contro Leonardo Mayer, che vincerà il torneo. Questo risultato porta Kovalik per la prima volta nella top 100 mondiale, in 82ª posizione. Si infortuna dopo gli US Open ed è costretto a chiudere la stagione a fine agosto, per effetto dei risultati stagionali in ottobre sale all'80ª posizione mondiale, il suo best ranking in carriera.
Rientra nel circuito nel marzo 2019, nei primi mesi non ottiene buoni risultati e ad agosto scende alla 364ª posizione del ranking. Si riprende in settembre vincendo il Challenger 125 di Stettino; a fine stagione gioca altre due finali Challenger, vince quella di Maia e chiude il 2019 al 139º posto. Nelle due stagioni successive non vince alcun titolo ma si mantiene a ridosso della top 100 grazie ad alcuni discreti risultati, tra i quali i quarti di finale raggiunti nel 2021 ai tornei ATP di Córdoba e Kitzbühel. Le sconfitte subite nei primi mesi del 2022 lo riportano in aprile oltre la 200ª posizione mondiale e vi rientra a luglio con alcuni buoni risultati nei Challenger. A settembre torna a vincere un torneo quasi 3 anni dopo Maia battendo Jelle Sels nella finale del Challenger di Tulln an der Donau. Il mese successivo perde la finale al Challenger 125 di Parma contro Timofej Skatov.
Il primo risultato di valore nel 2023 sono le qualificazioni superate al Barcelona Open e la vittoria al primo turno contro Pedro Martínez, prima di uscire al secondo turno. Altri successi stagionali nel circuito ATP sono quelli su Alejandro Davidovich Fokina allo Swedish Open e su Thiago Seyboth Wild all'Hamburg European Open. Non consegue buoni risultati nei Challenger e verso fine anno esce dalla top 200. Torna a mettersi in luce nella primavera del 2024 con i titoli vinti nei Challenger di Zara e Spalato, sconfiggendo nelle rispettive finali Adrian Andreev e Zsombor Piros. A maggio perde la finale a Mauthausen contro Lucas Pouille. Al Roland Garros supera le qualificazioni ed elimina il nº 50 ATP Marcos Giron e il 18 Karen Khachanov prima di cedere a Holger Rune. Si porta a ridosso della top 100 a luglio vincendo il Challenger di Karlsruhe con il successo in finale su Camilo Ugo Carabelli.

## Statistiche
Aggiornate al 15 luglio 2024.

### Tornei minori

#### Singolare

##### Vittorie (18)
| Legenda tornei minori |
| Challenger (9)        |
| Futures (9)           |

| N. | Data              | Torneo                           | Superficie  | Avversario in finale | Punteggio        |
| 1. | 17 agosto 2014    | Meerbusch Challenger, Meerbusch  | Terra rossa | Andrej Kuznecov      | 6-1, 6-4         |
| 2. | 10 aprile 2016    | Capri Watch Cup, Napoli          | Terra rossa | Arthur De Greef      | 6-3, 6-2         |
| 3. | 23 giugno 2018    | Poprad-Tatry Challenger, Poprad  | Terra rossa | Arthur De Greef      | 6-4, 6-0         |
| 4. | 15 settembre 2019 | Szczecin Open, Stettino          | Terra rossa | Guido Andreozzi      | 6(5)–7, 6-2, 6-4 |
| 5. | 24 novembre 2019  | Maia Challenger, Maia            | Terra rossa | Constant Lestienne   | 6-0, 6-4         |
| 6. | 10 settembre 2022 | NÖ Open, Tulln an der Donau      | Terra rossa | Jelle Sels           | 7–6(6), 7–6(3)   |
| 7. | 24 marzo 2024     | Zadar Open, Zara                 | Terra rossa | Adrian Andreev       | 6-4, 6-2         |
| 8. | 14 aprile 2024    | Split Open, Spalato              | Terra rossa | Zsombor Piros        | 6-4, 5-7, 7-5    |
| 9. | 7 luglio 2024     | Tennis Open Karlsruhe, Karlsruhe | Terra rossa | Camilo Ugo Carabelli | 6-3, 7–6(2)      |

##### Finali perse (12)
| Legenda tornei minori |
| Challenger (8)        |
| Futures (4)           |

| N. | Data            | Torneo                                | Superficie  | Avversario in finale   | Punteggio        |
| 1. | 14 aprile 2013  | Itajaí Open de Tênis, Itajaí          | Terra rossa | Rogério Dutra da Silva | 6-4, 3-6, 1-6    |
| 2. | 7 giugno 2015   | Venice Challenge Save Cup, Mestre     | Terra rossa | Máximo González        | 1-6, 3-6         |
| 3. | 13 maggio 2017  | Garden Open, Roma                     | Terra rossa | Marco Cecchinato       | 4-6, 4-6         |
| 4. | 29 ottobre 2017 | Lima Challenger, Lima                 | Terra rossa | Gerald Melzer          | 5-7, 6(4)–7      |
| 5. | 14 luglio 2018  | Braunschweig Open, Braunschweig       | Terra rossa | Yannick Hanfmann       | 2-6, 6-3, 3-6    |
| 6. | 6 ottobre 2019  | Sánchez-Casal Cup, Barcellona         | Terra rossa | Salvatore Caruso       | 4-6, 2-6         |
| 7. | 9 ottobre 2022  | Parma Challenger, Parma               | Terra rossa | Timofej Skatov         | 5-7, 7–6(2), 4-6 |
| 8. | 12 maggio 2024  | Danube Upper Austria Open, Mauthausen | Terra rossa | Lucas Pouille          | 3-6, 3-6         |

#### Doppio

##### Vittorie (7)
| Legenda tornei minori |
| Challenger (1)        |
| ITF (6)               |

| N. | Data              | Torneo                     | Superficie  | Compagno      | Avversari in finale        | Punteggio   |
| 2. | 30 settembre 2017 | Due Ponti Challenger, Roma | Terra rossa | Martin Kližan | Sander Gillé Joran Vliegen | 6-3, 7–6(5) |

##### Finali perse (4)
| Legenda tornei minori |
| Challenger (4)        |
| Futures (1)           |

| N. | Data           | Torneo                                  | Superficie  | Compagno           | Avversari in finale            | Punteggio         |
| 1. | 7 gennaio 2012 | Aberto de São Paulo, São Paulo          | Cemento     | José Pereira       | Fernando Romboli Júlio Silva   | 5-7, 2-6          |
| 2. | 9 aprile 2017  | Sophia Antipolis Open, Sophia-Antipolis | Terra rossa | Uladzimir Ihnacik  | Tristan Lamasine Franko Škugor | 2-6, 2-6          |
| 3. | 23 luglio 2017 | The Hague Open, Scheveningen            | Terra rossa | Stefanos Tsitsipas | Sander Gillé Joran Vliegen     | 2-6, 6-4, [10-12] |
| 4. | 31 marzo 2018  | Andalucía Challenger, Marbella          | Terra rossa | Martin Kližan      | Guido Andreozzi Ariel Behar    | 3-6, 4-6          |